# Championnat de Tunisie masculin de volley-ball 1980-1981
Navigation
Saison précédente Saison suivante
Le championnat de Tunisie masculin de volley-ball 1980-1981 est la 26e édition à se tenir depuis 1956. Il est disputé par les douze meilleurs clubs du pays (dont quatre de la ville de Sfax) en deux phases : une première en deux poules de six clubs chacune et une seconde en play-off et play-out. Le Club africain avec un entraîneur et quatre joueurs issus de l'Union sportive des transports de Sfax obtient son premier titre.
L'équipe, dirigée par Ali Bousarsar, est composée de Rachid Boussarsar, Hédi Bousarsar, Mohamed Kerkeni, Khaled Ben Sliman, Jalel Boulahia, Abdelaziz Derbel, Mounir Jelassi, Mounir Barek, Lassaad Ben Aissa, Khaled Ben Sassi, Taoufik Azzouz, Moncef Selmi et Lassaad Cherif.
De son côté, le Club sportif sfaxien, second du championnat conquiert la coupe de Tunisie au détriment de l'Avenir sportif de La Marsa par trois sets à un. Les lauréats dirigés par Mohamed Salah Barkia sont Rafik Ben Amor, Mohamed Ben Aouicha, Riadh El Euch, Hédi Karray, Maher Keskes, Kais Kharrat, Ghazi Mhiri, Mohamed Hachicha, Mohamed Sarsar, Khaled Keskes, Foued Kammoun et Abdelaziz Ben Abdallah.
Les deux clubs relégués sont l'Étoile sportive de Radès et l'Union sportive des transports de Sfax.

## Division nationale

### Play-off
| Rang | Équipe                      | Points | Matchs | Victoires | Défaites | Forfaits | Sets pour | Sets contre |
| 1    | Club africain               | 19     | 10     | 9         | 1        | 0        | 27        | 14          |
| 2    | Club sportif sfaxien        | 17     | 10     | 7         | 3        | 0        | 24        | 16          |
| 3    | Saydia Sports               | 16     | 10     | 6         | 4        | 0        | 21        | 16          |
| 4    | Espérance sportive de Tunis | 14     | 10     | 4         | 6        | 0        | 19        | 20          |
| 5    | Avenir sportif de La Marsa  | 12     | 10     | 2         | 8        | 0        | 11        | 25          |
| 6    | Club olympique de Kélibia   | 11     | 10     | 2         | 7        | 1        | 13        | 26          |

### Play-out
| Rang | Équipe                                | Points | Matchs | Victoires | Défaites | Forfaits | Sets pour | Sets contre |
| 1    | Stade sportif sfaxien                 | 18     | 10     | 8         | 2        | 0        | 27        | 11          |
| 2    | Étoile olympique La Goulette Kram     | 18     | 10     | 8         | 2        | 0        | 27        | 13          |
| 3    | Association sportive des PTT Sfax     | 15     | 10     | 5         | 5        | 0        | 19        | 19          |
| 4    | Club sportif de Hammam Lif            | 15     | 10     | 5         | 5        | 0        | 15        | 24          |
| 5    | Étoile sportive de Radès              | 14     | 10     | 4         | 6        | 0        | 25        | 23          |
| 6    | Union sportive des transports de Sfax | 10     | 10     | 0         | 10       | 0        | 8         | 30          |

## Division 2
Constitué de neuf clubs (après le retrait du Club sportif du ministère de l'Intérieur, le championnat de division 2 est remporté par l'Étoile sportive du Sahel qui a également puisé dans l'effectif de l'Union sportive des transports de Sfax, avec l'entraîneur-joueur Mohamed Bahri Trabelsi et Abdelmajid Khrouf. Les autres joueurs sont Fadhel Baccouche, Jalel Charfeddine, Hichem Memmi, Ezzeddine Baccouche, Mohamed Ben Nejima, Khaled Berriri et Habib Sassi. Elle monte en division nationale en compagnie de l'Aigle sportif d'El Haouaria. Le classement final est le suivant :
- 1er : Étoile sportive du Sahel : 31 points
- 2e : Aigle sportif d'El Haouaria : 30 points
- 3 e : Association sportive des PTT : 28 points
- 4e : Al Hilal : 25 points
- 5e : Fatah Hammam El Ghezaz : 23 points
- 6e : Zitouna Sports : 22 points
- 7e : Union sportive de Carthage : 21 points
- 8e : Tunis Air Club : 19 points
- 9e : Jeunesse sportive kairouanaise : Forfait général

## Division 3
Huit clubs sont engagés et répartis en deux poules.

### Poule A
- 1er : Gazelec sport de Tunis[2] : 16 points
- 2e : Wided athlétique de Montfleury : 13 points
- 3e : Union sportive monastirienne : 11 points
- 4e : Association sportive de STUMETAL : 9 points
- 5e : Étoile sportive de Métlaoui : 7 points

### Poule B
- 1er : Avenir sportif de Béja : 8 points
- 2e : Club sportif de Jendouba : 6 points
- 3e : Association sportive de Ghardimaou : 4 points